# Lerista nichollsi
Espèce
Synonymes
- Rhodona nichollsi Loveridge, 1933

Lerista nichollsi est une espèce de sauriens de la famille des Scincidae.

## Répartition
Cette espèce est endémique de la région de la baie Shark en Australie-Occidentale en Australie.

## Étymologie
Cette espèce est nommée en l'honneur de Gilbert Ernest Nicholls.

## Publication originale
- Loveridge, 1933 : New scincid lizards of the genera Sphenomorphus, Rhodona and Lygosoma from Australia. Occasional papers of the Boston Society of Natural History, vol. 8, p. 95-100 (texte intégral).